# アストラル (競走馬)
アストラルとは日本の競走馬である。1927年に帝室御賞典と濠抽混合に優勝した。
繁殖牝馬としてカブトヤマ（東京優駿大競走（日本ダービー））、ガヴァナー（東京優駿大競走）、ロツキーモアー（帝室御賞典）など4頭の重賞勝馬の母となり、子孫にもチェリオ（最優秀古牝馬）、マツカゼオー（最優秀3歳牡馬）などが出た。
現在ではニッポーテイオー（最優秀古牡馬）、タレンティドガールらの母系の祖として知られている。
母は小岩井農場系の種義、父は下総御料牧場の活躍種牡馬チャペルブラムプトン。
全弟のハクヨシも帝室御賞典を制している。
- 馬齢表記はレース名をのぞきすべて現在の表記に統一する。

## 略歴
4歳秋に阪神でデビューしたあと、東京に戻って帝室御賞典と連合二哩で2着に入賞した。6歳の春には東京で帝室御賞典を制し、秋に濠抽混合（目黒記念の前身）をレコード勝ちして引退した。
その後はかつて祖母のビューチフルドリーマーを繋養していた小岩井農場に業績回復の切り札となるべく買い戻され、英国から輸入した新種牡馬シアンモアが配合された。そうして生まれたのが名馬カブトヤマやガヴァナーの兄弟ダービー馬であり、ファインモア、ロツキーモアーといった活躍馬であり、チェリオやニッポーテイオーの祖となる第参アストラルである。

### エピソード
下総御料牧場に導入されたチャペルブラムプトンの初年度産駒として3歳で競り市に出されたが、父はまだ無名で、アストラル自身も貧弱で見栄えが悪く、1350円の売値は安値だった。
尾形藤吉の推薦により大馬主の多賀一が落札者から合計1800円で購入したが、その後、多賀は名馬スターリングを事故で失った馬主仲間の高井治兵衛に、アストラルを安値で譲り渡した。
アストラルは体が弱く、デビューまで高価なアメリカ燕麦を与えられて根気よく育成された。デビューするころには、同じチャペルブラムプトンの初年度産駒のトニーやチャペルが競馬場を席巻しており、アストラルはチャペルブラムプトンの代表産駒として下総御料牧場の黄金時代の形成を担うことになった。

## おもな産駒
- カブトヤマ -東京優駿大競走（日本ダービー）、帝室御賞典、連合二哩、目黒記念、ほか
- ガヴァナー - 東京優駿大競走（日本ダービー）
- ロツキーモアー - 天皇賞、横浜農林賞典四・五歳呼馬競走
- ファインモア - 中山記念
- ミスアストラル - 帝室御賞典2着
- シャイニングサン - 帝室御賞典3着

## おもな牝系図
- Royal Mare 1700年? ---No.12
  - （16代省略）
    - *ビューチフルドリーマー ←---ビューチフルドリーマー牝系へ戻る
      - 種義 1912
        - アストラル 1921 ---↓改行
          - 第参アストラル 1937
            - オーマツカゼ 1944
              - オーハヤブサ 1959 ---→オーハヤブサ牝系へ

---↓アストラル牝系
牝系図の主要な部分（太字はGI級競走優勝馬）は以下の通り。
- アストラル 1921（帝室御賞典、濠抽混合）
  - カブトヤマ 1930（東京優駿大競走、帝室御賞典、目黒記念）
  - ガヴアナー 1932（東京優駿大競走）
  - フアインモア 1934（中山記念（春））
  - ロツキーモアー 1936（帝室御賞典）
  - 第参アストラル 1937
    - オーマツカゼ 1944 ---オーマツカゼ牝系（改行）
    - ツバクロ 1946
      - ハマユー 1956（優駿牝馬2着）
        - ハマテッソ 1962（目黒記念・秋、京王杯AH）

### オーマツカゼ牝系
- オーマツカゼ 1944
  - チエリオ 1950（中山記念、スプリングS、東京牝馬特別、クイーンS、中山4歳S）
    - オオサカズキ 1962
      - オオクウイーン 1975
        - アレツレデー 1980
          - ツキノパツシヨン 1987
            - スマコバレディ 1992
              - エスプリシーズ 1999（川崎記念、報知オールスターC、京成盃グランドマイラーズ、船橋記念、東京湾C）

        - スマイルクイーン 1983
          - ローリエアンドレ 1989（ウインターS）

    - メルド 1966
      - ニューアケフミ 1971
        - シネラリア 1982
          - フジアザミ 1987
            - テイエムオオアラシ 1993（カブトヤマ記念、福島記念、小倉記念）

      - トミハヤテエース 1979
        - テイエムハリケーン 1990（札幌3歳ステークス）

  - マーヴェラス 1951
    - ラインランド 1957
      - ハヤフブキ 1963
        - タケフブキ 1969（優駿牝馬）
          - タケバンザイ 1983
            - レディクラシック 1995
              - グランドシチー 2007（マーチS）

        - タケホープ 1970（東京優駿、菊花賞、天皇賞（春）、AJCC）

      - ミズノコマチ 1971
        - ミヨシチェリー 1989
          - ムーンザドリーム 2002
            - ショウリュウムーン 2007（朝日チャレンジC、京都牝馬S、チューリップ賞）
              - ショウリュウイクゾ 2016 （日経新春杯）

    - エリモローズ 1967（ビクトリアカップ2着）
      - ノーザンフェロー 1984
        - フラワーブリーズ 1992
          - カシマフラワー 2002（エーデルワイス賞）

    - プロフィト 1968
      - ホクチクスター 1974
        - オサイチブレベスト 1984（帝王賞）

      - キンセイパワー 1978（カブトヤマ記念、新潟3歳ステークス）
        - キリパワー 1985（目黒記念）

      - ペアオブシユーズ 1970
        - マツカゼムサシ　1974
          - ジョージマツカゼ 1983
            - エフテーサッチ 1993（マリーンC、トゥインクルレディー賞）

  - ケゴン 1952（皐月賞）
  - エンジェル 1954
    - 出鵬 1966
      - ビューティーバード 1973
        - キタシバサクラ 1978
          - キタシバスペイン 1987（全日本サラブレッドカップ、白山大賞典、北國王冠、百万石賞）

      - テンシンミドリ 1974
        - オリーフラワー 1978
          - モリユウプリンス 1989（不来方賞、東北優駿、みちのく大賞典、北上川大賞典など）

  - マツカゼオー 1957（朝日杯3歳S、弥生賞、東京3歳S）
  - オーハヤブサ 1959（優駿牝馬、福島3歳S） ---→オーハヤブサ牝系へ
  - ミスニュージャパン 1960
    - クイントーア 1968
      - トーアミステリアス 1979（京都牝馬特別）

  - メジロナデシコ 1964
    - ヤマニンナデシコ 1974
      - ヤマニンシャレード 1983
        - ヤマニンミラクル 1989（京成杯3歳S）
        - ヤマニンアビリティ 1991（京成杯3歳S）
        - ヤマニンリスペクト 1997（函館記念）

  - トキノマツカゼ 1966
    - カシマアロー 1985
      - グリタリングフラワ 1993
        - キングトップガン 2003（目黒記念、函館記念）

牝系図の出典：Galopp-Sieger

## 血統表
| アストラルの血統マッチェム系／St.Simon 5×5×4=12.5%、Wenlock 5×4=9.38% | アストラルの血統マッチェム系／St.Simon 5×5×4=12.5%、Wenlock 5×4=9.38% | アストラルの血統マッチェム系／St.Simon 5×5×4=12.5%、Wenlock 5×4=9.38% | （血統表の出典） | （血統表の出典） |
| 父 * チヤペルブラムプトン Chapel Brampton 1912 栗毛                   | 父の父Beppo 1903 鹿毛                                                 | Marco                                                                 | Barcaldine       | Barcaldine       |
| 父 * チヤペルブラムプトン Chapel Brampton 1912 栗毛                   | 父の父Beppo 1903 鹿毛                                                 | Marco                                                                 | Novitiate        |                  |
| 父 * チヤペルブラムプトン Chapel Brampton 1912 栗毛                   | 父の父Beppo 1903 鹿毛                                                 | Pitti                                                                 | St.Frusquin      | St.Frusquin      |
| 父 * チヤペルブラムプトン Chapel Brampton 1912 栗毛                   | 父の父Beppo 1903 鹿毛                                                 | Pitti                                                                 | Florence         |                  |
| 父 * チヤペルブラムプトン Chapel Brampton 1912 栗毛                   | 父の母Mesquite 1904 栗毛                                              | Sainfoin                                                              | Springfield      | Springfield      |
| 父 * チヤペルブラムプトン Chapel Brampton 1912 栗毛                   | 父の母Mesquite 1904 栗毛                                              | Sainfoin                                                              | Sanda            |                  |
| 父 * チヤペルブラムプトン Chapel Brampton 1912 栗毛                   | 父の母Mesquite 1904 栗毛                                              | St.Silave                                                             | St.Serf          | St.Serf          |
| 父 * チヤペルブラムプトン Chapel Brampton 1912 栗毛                   | 父の母Mesquite 1904 栗毛                                              | St.Silave                                                             | Golden Iris      |                  |
| 母 種義 1912 栗毛                                                     | 母の父* ダイヤモンドウェッディング Diamond Wedding 1905 鹿毛          | Diamond Jubilee                                                       | St.Simon         | St.Simon         |
| 母 種義 1912 栗毛                                                     | 母の父* ダイヤモンドウェッディング Diamond Wedding 1905 鹿毛          | Diamond Jubilee                                                       | Perdita          |                  |
| 母 種義 1912 栗毛                                                     | 母の父* ダイヤモンドウェッディング Diamond Wedding 1905 鹿毛          | Wedlock                                                               | Wenlock          | Wenlock          |
| 母 種義 1912 栗毛                                                     | 母の父* ダイヤモンドウェッディング Diamond Wedding 1905 鹿毛          | Wedlock                                                               | Cybele           |                  |
| 母 種義 1912 栗毛                                                     | 母の母* ビユーチフルドリーマー Beautiful Dreamer 1903 栗毛            | Euthusiast                                                            | Sterling         | Sterling         |
| 母 種義 1912 栗毛                                                     | 母の母* ビユーチフルドリーマー Beautiful Dreamer 1903 栗毛            | Euthusiast                                                            | Cherry Duchess   |                  |
| 母 種義 1912 栗毛                                                     | 母の母* ビユーチフルドリーマー Beautiful Dreamer 1903 栗毛            | Reposo                                                                | Amphion          | Amphion          |
| 母 種義 1912 栗毛                                                     | 母の母* ビユーチフルドリーマー Beautiful Dreamer 1903 栗毛            | Reposo                                                                | Monotony F-No.12 |                  |